# Вонсево (гмина)
Вонсево (пол. Wąsewo) — сельская гмина (уезд) в Польше, входит как административная единица в Острувский повет (Мазовецкое воеводство), Мазовецкое воеводство. Население — 4626 человек (на 2004 год).

## Демография
| Перепись                       | Всего   | Всего | Женщины | Женщины | Мужчины | Мужчины |
| ------------------------------ | ------- | ----- | ------- | ------- | ------- | ------- |
| Единицы                        | человек | %     | человек | %       | человек | %       |
| Население                      | 4626    | 100   | 2291    | 49,5    | 2335    | 50,5    |
| Плотность населения (чел./км²) | 38,8    | 38,8  | 19,2    | 19,2    | 19,6    | 19,6    |

## Сельские округа
1. Багателе
2. Бартосы
3. Брудки-Нове
4. Брудки-Старе
5. Бжезенко
6. Хоины
7. Чесин
8. Далеке
9. Гронды
10. Грембки
11. Яжомбка
12. Круле
13. Майдан-Суски
14. Модлинек
15. Мокрыляс
16. Пшедсвит
17. Пшиборове
18. Росош
19. Руда
20. Рынек
21. Жонсник-Майдан
22. Жонсник-Шляхецки
23. Жонсник-Влосчаньски
24. Трыносы
25. Трыносы-Оседле
26. Улясек
27. Вонсево
28. Вонсево-Колёня
29. Высоче
30. Заставе
31. Згожалово
32. Чары
33. Майдан
34. Вонсево-Ляховец

## Соседние гмины
1. Гмина Червин
2. Гмина Длугосёдло
3. Гмина Говорово
4. Гмина Острув-Мазовецка